# Pseudleptomastix mexicana
Pseudleptomastix mexicana är en stekelart som beskrevs av John S. Noyes och Schauff 2003. Pseudleptomastix mexicana ingår i släktet Pseudleptomastix och familjen sköldlussteklar.
Artens utbredningsområde är Costa Rica. Inga underarter finns listade i Catalogue of Life.